# 川端かなこ
川端 かなこ（かわばた かなこ、1990年1月21日 - ）は、日本のギャルファッションモデル。151センチメートル。39キログラム。O型。東京都出身。『egg〔エッグ〕』の専属モデル。同誌の看板モデルと言われる。底抜けに明るいキャラクターと個性的なギャルファッションから人気を博してきた。

## 来歴
スカウトを受けて『egg』誌上でモデル活動を開始。同誌初登場から8年目にあたる2012年2月号では、自身の生み出した“あげぽよ”という単語が同誌の前年度「流行語大賞」を獲得。いつしかバラエティテレビ番組への出演も多くなった。
2012年には創刊17年目にあたるエッグ誌のモデル最長在籍記録を樹立。同年からはかつての恋人にあたる男性DJと組んだユニット「DJあげぽよ」を通してDJ活動を展開してもおり、4月にさっそく中田ヤスタカやきゃりーぱみゅぱみゅをゲストに迎えたイベントでスクラッチを披露したほか、7月からアトムや渋谷AXなど様々なクラブのイベントに登場。このユニット活動の一環として2013年には全30曲を収めたミックスアルバム『あげぽよ PARTY MIX Mixed by DJ あげぽよ』を発売している。
2018年からLINEライブで配信を行う
2020年17で配信、あわせてTiktokで動画を公開
2022年9月よりポコチャでライブ配信を行う

## 私生活
私生活では、2010年5月から半年間ほど交際した男性と破局に至った旨をエッグ誌面に報告。のちには6歳年上の実業家の男性と交際関係にあることを同誌上にて報告（2012年4月号）。それからおよそ8ヶ月を経て破局の旨を報告している（2012年12月号）。

## 出演

### 雑誌
- 『egg』：専属
- 『men's egg』

### 広告塔
- ブランド「TRALALA」イメージモデル
- ブランド「COCOLULU」イメージモデル
- ブランド「SBY」イメージモデル
- DHC「薬用ディープクレンジングオイル」イメージモデル
- プリクラ機「盛りカワCUTIE」イメージモデル
- ブランド「K.M.P」イメージモデル

### イベント
- 『SEA RIZE ROCK 09×nadesicollection 09』（北九州メディアドーム、2009年12月13日） 共/桜井莉菜、武藤静香、荒木さやか、神子島みか、舟山久美子、菅野結以、細井宏美、高橋真依子、山本優希、宮城舞、鈴木あや[18]
- 『GOSSIP KANSAI』（ZEPP OSAKA、2010年3月7日） 共/細井宏美、板橋瑠美、高橋由真、田中愛奈、鈴木あや、斉藤夏海、坂本礼美、間宮梨花、峯村優衣、武田静加、舘谷恵利子、家村マリエ、みきてぃ、本多末奈、池田恵、ほか[19]
- 『MARBLE Collection 2011』（SHIBUYA AX、2011年7月17日） 共/小森純、きゃりー、てんちむ、椿姫彩菜、山本優希、森摩耶、宮城舞、Lie、板橋瑠美、Ryo、瀬戸あゆみ、阿久津ゆりえ、ろみひ、鈴木あや、寿るい、今泉宏美、日菜あこ、近田祐理子、街子、あぽち、ゆら、AKIRA、深澤翠、三上みさき、Una、むらたさき、木村ミサ、中田くるみ[20]
- 『LOVE SUNSHINE2011』（渋谷O-east、2011年8月22日） 共/細井宏美（『egg』）、鈴木あや（『Ranzuki』）、寿るい（『Popteen』）[21]
- 『men's egg×eggの人気モデルが雪山にくる〜ぅ♪』（長野県大町市鹿島槍スキー場、2012年1月13日〜14日） 共/ねもやよ、越川真美、澤本幸秀、田中大地、たけぞー、引地敬澄、黒野慎、石垣彰浩、鈴木ピロユキ、ガッキー[22]
- 『Shibuya109 Girls Festival 2012』（Hikarie Hall、2012年5月12日） 共/みずきてぃ、まいまい、てんちむ、ほか[23]
- 『Campus Summit 2012 meets mixi 〜みんなマイミク祭♪〜』（Shibuya O-EAST、2012年8月3日） 共/ゆまち、ねもやよ、まにゃ、みらい、えりちょす、今井華、佐藤歩、田中大地、山田ジェームズ武、江崎ななほ、ななちゃぽ、あやや、せりかまちょ、きよみん、かなぱそ、さきっくま、鎌田安里紗、大前ゆうか、長谷川万射、黒野慎、太田和樹、青野美沙稀、瀬賀しおり、原彩夏[24]
- 『GIRL’S BLOGGER STYLE 2012A／W』（SHIBUYA-AX、2012年8月29日）[25]

### 書籍
- 『Gal's Collection』（大洋図書、2010年3月5日発売） 共/細井宏美、宍倉佳奈江、坂本礼美、田中愛奈、高橋由真、早川沙世、南真琴、小松崎真理、ほか[26]
- 『120%ろみかな』（大洋図書、2010年7月12日発売） ― 細井宏美との共演による『egg』別冊ムック本。[27]

### テレビ
- Goroプレゼンツ マイ・フェア・レディ（2009年、TBS系）
- 笑っていいとも!（2009年8月、フジテレビ系）
- ビートたけしのTVタックル（2010年1月、テレビ朝日系）
- バナナマンのブログ刑事（2010年1月、東海テレビ）
- あいまいナ!（2010年4月 - 、TBS系）- セミレギュラー
- ブランディア（2010年6月、東京メトロポリタンテレビ）
- 王様のブランチ（2010年12月、フジテレビ系）
- アカデミーナイト（2011年1月、TBS系）
- Will together〜ウィル・トゥギャザー〜（2011年7月 - 、テレビ神奈川） - リポーター
- サンデージャポン（2011年8月、TBS系）

### その他
- 作詞：「My Sunshine」（CHiE、2011年7月27日発売）[28]
- ネット番組：『ぱにゃにゃん』（レギュラー出演、TBS） 共/今泉宏美、寿るい、鈴木あや、てんちむ、日菜あこ、ろみひ[29]
- ミュージックビデオ：「夏あげモーション」（藤森慎吾とあやまんJAPAN）